# Paraleucophenga javana
Paraleucophenga javana är en tvåvingeart som beskrevs av Toyohi Okada 1988. Paraleucophenga javana ingår i släktet Paraleucophenga och familjen daggflugor. Inga underarter finns listade i Catalogue of Life.